# María Zamora Morcillo
María Zamora Morcillo   (València, 1976) és una productora de cinema valenciana. És sòcia fundadora de la productora de cinema independent Avalon PC (2007-2021), que va deixar per a crear Elástica Films (2021). El 2022 va guanyar l'Os d'Or al 72è Festival Internacional de Cinema de Berlín per Alcarràs.

## Trajectòria
Zamora va estudiar Administració i Direcció d'Empreses i va fer un màster en Gestió de Producció Audiovisual a la Universitat de València. El 2000 va començar com a ajudant de producció en programes de Canal 9 i va exercir la mateixa tasca a la Mostra de València. El 2001 es va traslladar a Madrid i va treballar a Avalon Productions, com a ajudant de producció, directora de producció i productora associada. Al maig de 2007 va passar a ser sòcia fundadora d'Avalon PC on va exercir com a productora executiva.
Va produir el seu primer curtmetratge el 2004, Física II, de Daniel Sánchez Arévalo, i va seguir amb els d'altres de directors com David Planell (Ponys), Beatriz Sanchís (La clase, La otra mitad) i Carla Simón (Després també), dels quals després va produir el seu primer llargmetratge. És el cas de La vergüenza (Planell, 2009), Todos están muertos (Sanchís, 2014) i Estiu 1993 (Simón, 2017), que va ser la seleccionada com a representant d'Espanya als Premis Oscar de 2017 en la categoria millor pel·lícula de parla no anglesa. També va ser productora executiva de les pel·lícules María (y los demás (Nely Reguera, 2016), Libertad (Clara Roquet, 2021), i els documentals Apuntes para una película de atracos (Elías León Siminiani, 2018) i My Mexican Bretzel (Núria Giménez Lorang, 2019).
El 2021 va abandonar Avalon PC i va fundar Elástica Films, juntament amb Enrique Costa, distribuïdor i soci fundador d'Avalon. Va continuar produint cinema independent, especialment de dones directores. Amb la seva primera pel·lícula amb aquesta productora, Alcarràs (2022), Zamora va guanyar l'Os d'Or al Festival Internacional de Cinema de Berlín. Va produir O corno (2023)', de Jaione Camborda, que va guanyar la Conquilla d'Or a la millor pel·lícula del Festival Internacional de Cinema de Sant Sebastià 2023. També Creatura (2023), d'Elena Martín, amb quatre nominacions als Goya, i Matria (2023), l'òpera prima d'Álvaro Gago, amb dues nominacions.
El 2022 va anunciar el seu interès per produir sèries de televisió amb l'adaptació d'Esa maldita pared, escrita per Flako, el protagonista d'Apuntes para un película de atracos, en què participen Isaki Lacuesta, Isa Campo i Raúl Arévalo. A més va adaptar per a televisió la novel·la de Manuel Jabois, Miss Marte.
El 2024 va produir Polvo serás, de Carlos Marques-Marcet, Romería, de Carla Simón, Les madres no, de Mar Coll, Hildegart, de Paula Ortiz i La mitad de Ana, el debut en la direcció de llargmetratges de Marta Nieto, de la qual va produir el seu primer curt, Son (2022).
María Zamora és membre de l'Acadèmia de Cinema Europeu), de la junta directiva de l'Associació de productores de Cinema Independent i coordinadora de l'European Audiovisual Entrepreneurs. Va ser membre del jurat de la Setmana de la Crítica del Festival Internacional de Cinema de Canes de 2022.